# Lubricogobius ornatus
Lubricogobius ornatus es una especie de peces de la familia de los Gobiidae en el orden de los Perciformes.

## Morfología
Los machos pueden llegar a alcanzar los 3,4 cm de longitud total.

## Hábitat
Es un pez de Mar y, de clima subtropical y demersal que vive entre 17-79 m de profundidad.

## Distribución geográfica
Se encuentra en el Pacífico occidental: desde las Islas Ryukyu y el Vietnam hasta el Mar de Arafura, Nueva Caledonia y Australia Occidental

## Observaciones
Es inofensivo para los humanos. 